# IC 4821
IC 4821 — галактика типу Sc (компактна спіральна галактика) у сузір'ї Телескоп.
Цей об'єкт міститься в оригінальній редакції індексного каталогу.